# Rémy Orban
Joseph Albert Célestin Rémy Orban (ur. 9 kwietnia 1880 w Herve, zm. w 1951) – belgijski wioślarz, srebrny medalista olimpijski.
Wystąpił na igrzyskach olimpijskich w Londynie w 1908, gdzie belgijska osada Royal Club Nautique de Gand w składzie: Oscar Taelman, Marcel Morimont, Rémy Orban, Georges Mys, François Vergucht, Polydore Veirman, Oscar Dessomville, Rodolphe Poma i Alfred Van Landeghem (sternik) zdobyła srebrny medal w ósemkach ze sternikiem. Do złotych medalistów, Brytyjczyków z Leander Club, Belgowie stracili dwie długości łódki. Dwa lata wcześniej wystąpił na olimpiadzie letniej w Atenach, zdobywając srebrny medal w dwójkach pojedynczych ze sternikiem na 1 milę.
Ponadto zdobył złoty medal w ósemkach na mistrzostwach Europy w Pallanzy (1906).
Jego brat, Max Orban, także był wioślarzem